# Hombre (Puentedeume)
Hombre (llamada oficialmente Santa María de Ombre) es una parroquia española del municipio de Puentedeume, en la provincia de La Coruña, Galicia.

## Entidades de población
Entidades de población que forman parte de la parroquia:
- Aurela (A Orela)
- Bouza Longa
- Bufarda
- Cabria Nova (Cabría Nova)
- Chao (Chao de Ombre)
- Mediña (A Mediña)
- Outeiro
- Peteiro (O Peteiro)
- Portela
- Rega (A Rega)
- Regueira (A Regueira)
- Riolongo
- Sobrado

## Despoblado
- Viso[3] (O Viso)

## Demografía
| Gráfica de evolución demográfica de Hombre entre 2000 y 2019 |
|                                                              |
| Datos según el nomenclátor publicado por el INE.             |